# Trotteria clematicola
Trotteria clematicola är en tvåvingeart som beskrevs av Fedotova 2002. Trotteria clematicola ingår i släktet Trotteria och familjen gallmyggor. Inga underarter finns listade i Catalogue of Life.